# Aphyllodium novoguineense
Aphyllodium novoguineense là một loài thực vật có hoa trong họ Đậu. Loài này được (Schindl.) H. Ohashi miêu tả khoa học đầu tiên năm 1997.